# اندیس آنومالی قوزیجاق سفلی
آنومالی قوزیجاق سفلی یک اندیس چندفلزی است که در حوالی شهر تکاب استان زنجان قرار دارد و مادهٔ معدنی موجود در آن، طلا است.سنگ میزبان این اندیس دولومیت، مرمر، میکاشیست و آمفیبولیت. است و دیرینگی آن به دوران پرکامبرین می‌رسد. در این اندیس، پاراژنز‌های طلا، سینابر، شئلیت، باریت و منیتیت یافت می‌شوند.